# Contea di Kaihua
La contea di Kaihua (开化县S, Kāihuà XiànP) è una contea della Cina, situata nella provincia dello Zhejiang.